# Cirrochroa thais
Cirrochroa thais är en fjärilsart som beskrevs av Fabricius 1787. Cirrochroa thais ingår i släktet Cirrochroa och familjen praktfjärilar. Inga underarter finns listade i Catalogue of Life.

## Bildgalleri

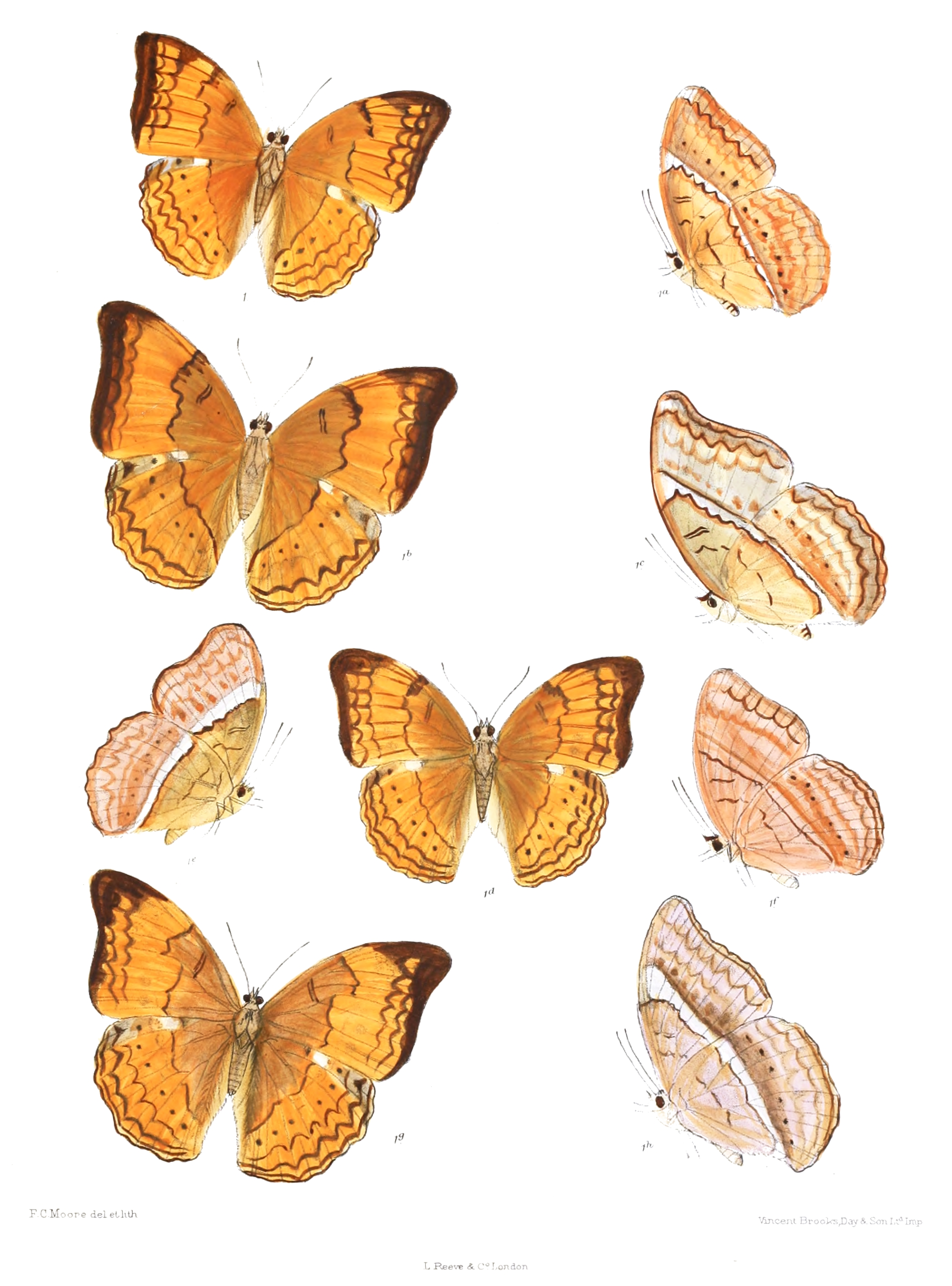